# 别府晋介
别府晋介（日语：別府 晋介；1847年—1877年9月24日），萨摩藩武士、军官。1877年9月24日，西乡隆盛中弹，别府晋介等追随的武士纷纷拔刀自戕追随。